# Janvier 2003

## Mercredi1erjanvier2003
- En France, dans la nuit de la Saint-Sylvestre, un total de 379 voitures ont été incendiées lors de nombreux incidents dans les quartiers.
- La Grèce succède au Danemark à la présidence semestrielle de l'Union européenne.
- Prise officielle des fonctions du nouveau président de la République brésilienne Luis Inacio da Silva, plus connu sous le nom de « Lula ». Il avait été élu le 27 octobre 2002.

## Jeudi2 janvier 2003
- En France, incendie détruisant une partie importante du château de Lunéville (Meurthe-et-Moselle).

## Vendredi3 janvier 2003
- Début d'importantes manifestations et affrontements à Caracas au Venezuela : 2 personnes tuées par balles et 6 blessés graves.

## Dimanche5 janvier 2003
- Lutte contre le terrorisme au Royaume-Uni. Le 5, arrestation de six hommes d'origine nord-africaine et découverte de ricine (un poison mortel) dans un appartement londonien.
- À Tel-Aviv, double attentat-suicide palestinien dans un pub : 23 morts dont les 2 kamikazes.
- En Lituanie, l'ancien Premier ministre Rolandas Paksas remporte la présidentielle contre le président sortant Valdas Adamkus.

## Mardi7 janvier 2003
- En France, le président Jacques Chirac appelle les armées à se « tenir prêtes à toute éventualité ».

## Mercredi8 janvier 2003
- Le Ministre de Affaires étrangères Dominique de Villepin demande que les américains transmettent, immédiatement, toutes les informations disponibles qu'ils disent détenir aux inspecteurs de la COCOVINU et de l'AIEA, afin de permettre au Conseil de sécurité des Nations unies d'apprécier la réalité des faits.

## Jeudi9 janvier 2003
- Disparition d'Estelle Mouzin

## Vendredi10 janvier 2003
- Le gouvernement nord-coréen annonce son retrait immédiat du TNP (Traité de non-prolifération nucléaire). Le président George W. Bush préconise « une solution pacifique multilatérale ».

## Samedi11 janvier 2003
- En France, Gilles Lemaire est élu secrétaire national des Verts, en remplacement de Dominique Voynet.
- À Paris, décès du cinéaste français Maurice Pialat, à l'âge de 77 ans.

## Dimanche12 janvier 2003
- George Ryan, gouverneur républicain de l'Illinois (États-Unis) a décidé d'annuler la peine de mort dans son État. 167 prisonniers échappent ainsi à leur exécution. Leurs peines ont été commués en prison à perpétuité. Quatre condamnés ont été innocentés et graciés.
- Mort de Maurice Gibb (membre des Bee Gees) pour cause d’une crise cardiaque.

## Lundi13 janvier 2003
- Le pape Jean-Paul II, dans son discours annuel au corps diplomatique, réaffirme avec force son hostilité à une guerre qui risque de frapper « des populations déjà exténuées par plus de douze années d'embargo ».

## Mardi14 janvier 2003
- Dans le cadre de l'« affaire de la Ricine », à la suite de l'arrestation, le 4 janvier, des six terroristes, un policier est assassiné à l'arme blanche et quatre autres sont blessés, près de Manchester. Plusieurs arrestations de présumés terroristes sont faites.

## Mercredi15 janvier 2003
- Jugement de la cour d'appel de Bastia (Corse), dans l'« affaire des paillotes », qui confirme pour sept des huit prévenus, les condamnations, avec 3 ans de prison dont un ferme pour l'ancien préfet Bernard Bonnet.
- Au Centre national du rugby situé sur les communes de  Marcoussis et de Linas (Essonne), du 15 au 24 janvier, table ronde présidée par l'ancien ministre Pierre Mazeaud, entre les représentants du président Laurent Gbagbo, ceux des principaux partis politiques ivoiriens et ceux des trois mouvements des rebelles. L'accord est ratifié à Paris, le 25 janvier, en présence du président Jacques Chirac et d'une dizaine de chefs d'État africains.
- À Quito en Équateur, investiture du nouveau président Lucio Gutiérrez. À cette occasion et au vu des évènements de Caracas, le Brésil, le Chili, le Mexique, l'Espagne et le Portugal mettent en place un « groupe de pays amis du Venezuela » pour trouver une issue « pacifique » à la crise.

## Jeudi16 janvier 2003
- Du 16 au 17 janvier, visite officielle du premier ministre algérien Ali Benflis.
- Les inspecteurs de l'ONU, découvrent 12 ogives chimiques vides dans un dépôt de munitions à Oukhaider. Les autorités irakiennes affirment qu'elles ont été déclarées à l'ONU en 1996 et à nouveau répertoriées dans la déclaration du 7 décembre 2002. Le secrétaire d'État américain affirme : « à la fin du mois, il sera largement prouvé que l'Irak ne coopère pas » et que c'est à Bagdad qu'« incombe la charge de la preuve ».

## Vendredi17 janvier 2003
- Inauguration du tunnel du Somport entre la France et l'Espagne. Les maires français de la vallée d'Aspe ont boycotté l'évènement.

## Samedi18 janvier 2003
- Quatrième visite en Corse du ministre de l'Intérieur Nicolas Sarkozy. Boycotté par les élus nationalistes, il ne parvient pas à mettre d'accord les autres élus sur l'avenir institutionnel de l'île.
- Le 18 et 19 janvier, de par le monde, des manifestations importantes sont organisées contre une éventuelle nouvelle guerre en Irak.

## Dimanche19 janvier 2003
- Décès de la journaliste Françoise Giroud à l'âge de 86 ans, cofondatrice de l'hebdomadaire l'« Express » et ancienne ministre.
- Lors d'une élection municipale partielle, l'UDF Nicole Rivoire conquiert la mairie de Noisy-le-Sec (Seine-Saint-Denis), détenue par le PCF depuis 1959.
- Le secrétaire d'État américain Donald Rumsfeld déclare que « le temps est compté » pour le régime de Saddam Hussein et invite ce dernier à s'exiler afin d'éviter une guerre.
- Manifestations contre la guerre en Irak.
- En Australie, de gigantesques incendies, qui ont ravagé les forêts, atteignent les banlieues de la capitale Canberra et font 4 morts et plusieurs centaines de maisons détruites.

## Lundi20 janvier 2003
- En France, du 20 au 31 janvier, procès devant la Cour d'Assise des Yvelines, de l'ancienne infirmière Christine Malèvre, accusée d'avoir assassiné, entre février 1997 et mai 1998, sept patients de l'hôpital François-Quesnay, à Mantes-la-Jolie (Yvelines).
- Perquisition dans la mosquée de Finsbury Park à Londres : 7 personnes sont interpellées et des documents sont saisis.
- Après de nouvelles pressions américaines, l'ancien président serbe Milan Milutinovic (jusqu'au 29 décembre 2002), s'est rendu, à La Haye, devant le Tribunal pénal international pour l'ex-Yougoslavie (TPIY), qui l'avait inculpé en mai 1999. Washington continue sa pression et ses menaces financières, pour que les deux leaders serbes de Bosnie, Radovan Karadžić et Ratko Mladić, soient livrés avant le 31 mars.
- Les quinze ministres des Affaires étrangères du Conseil de sécurité des Nations unies adoptent, à l'unanimité, une déclaration sur la lutte contre le terrorisme. Vif aparté entre le secrétaire d'État américain Colin Powell et le ministre français Dominique de Villepin soutenu par ses homologues allemand et chinois au sujet de l'Irak.
- La Commission des droits de l'homme des Nations unies élit, comme présidente de la 59e session, la Libyenne Najat Al-Hajjaji par 33 voix contre 3 (États-Unis, Canada, Guatemala) et 17 abstentions (dont la France).
- Le secrétaire d'État américain Colin Powell déclare « Nous ne voulons pas de guerre. Nous n'avons aucune intention inamicale envers la Corée du Nord. Nous cherchons à régler la situation par voie diplomatique ».
- Le gouvernement irakien signe avec Les chefs des inspecteurs de l'ONU, Hans Blix et Mohamed ElBaradei, un accord en dix points afin de faciliter la mission des inspecteurs.

## Mardi21 janvier 2003
- Important tremblement de terre de magnitude 7,6 au Mexique à 2 heures du matin GMT. L'épicentre est situé sur la côte pacifique dans l'État de Colima. Les secousses ont aussi touché la capitale, Mexico située à 400 kilomètres.

## Mercredi22 janvier 2003
- Cérémonies de célébration du 40e anniversaire du traité de l'Élysée entre le Président de la république De Gaulle et le chancelier Adenauer. Au programme : conseil des ministres conjoint, réunion des douze cents députés des deux pays dans la salle des Congrès du château de Versailles, puis cérémonies à Berlin le lendemain.
- Élections législatives partielles aux Pays-Bas, remportées de justesse par les chrétiens-démocrates du premier ministre sortant Jan Peter Balkenende et par leurs alliés libéraux. Chute des populistes de la liste de Pim Fortuyn avec 8 sièges (-18) et redressement des travaillistes avec 42 sièges (+19).
- Le secrétaire d'État américain Donald Rumsfeld lance une polémique : « Je ne vois pas l'Europe comme étant l'Allemagne ou la France. Je pense que c'est la vieille Europe ». Colin Powell de son côté déclare : « La question n'est pas celle du temps nécessaire pour que les inspections marchent. Elles ne marcheront pas ».

## Jeudi23 janvier 2003
- Incendie criminel de l'usine Daewoo de Mont-Saint-Martin en Meurthe-et-Moselle, ce qui aboutit à la mise en liquidation prononcée le 27.
- Du 23 au 28 janvier, à Davos en Suisse, 33e Forum économique mondial, réunissant 2 311 participants de 104 pays. Le 26, intervention du nouveau président de la république brésilienne Luis Inacio da Silva.
- Du 23 au 28 janvier, à Porto Alegre au Brésil, 3e Forum social mondial, débutant par une grande marche contre le néolibéralisme, rassemblant entre 70 000 et 140 000 manifestants. Le 26, le président vénézuélien Hugo Chávez est ovationné.
- À Karachi au Pakistan, le journaliste du Wall Street Journal, Daniel Pearl, est enlevé alors qu'il se trouvait avec Omar Sheikh, son contact auprès des islamistes.
- À Caracas (Venezuela), contre-manifestation de plusieurs centaines de milliers de partisans du président Hugo Chávez.
- Dernier contact à nos jours avec la sonde spatiale Pioneer 10

## Vendredi24 janvier 2003
- En France, décès de Henri Krasucki à l'âge de 78 ans. Il fut un apparatchik du PCF et secrétaire général du syndicat CGT de 1982 à 1992.
- En Italie, décès de Giovanni Agnelli à l'âge de 81 ans. Il fut le président de Fiat. Funérailles d'honneur le 26 janvier.

## Samedi25 janvier 2003
- Dès la signature de l'accord de Marcoussis entre le président Laurent Gbagbo, les principaux partis politiques et les trois mouvements de rebelles, les partisans du président manifestent violemment contre la France à Abidjan. Le 27 janvier le président Laurent Gbagbo annonce que l'accord de Marcoussis n'est pas définitif. Le président Jacques Chirac l'invite à « prendre ses responsabilités ». Le 28 et 29 janvier, nouvelles manifestations anti-françaises. Le 29, le ministre des Affaires étrangères Dominique de Villepin évoque l'éventualité d'évacuer les 24 000 ressortissants français de Côte d'Ivoire.
- Les inspecteurs de l'ONU visitent le principal palais présidentiel de Saddam Hussein à Bagdad.

## Dimanche26 janvier 2003
- Opération militaire de Tsahal dans la bande de Gaza : 14 Palestiniens tués et plusieurs dizaines d'autres sont blessés. Bouclage total des territoires palestiniens dans la perspective des élections législatives anticipées israéliennes du 28 janvier.
- Rallye automobile Monte-Carlo : Sébastien Loeb remporte le rallye sur une Citroën.

## Lundi27 janvier 2003
- Retour de Bagdad de la délégation privée d'experts militaires et diplomatiques français qui estiment, que du point de vue, des « intérêts historiques et stratégiques de la France... absolument rien, ne justifie une guerre faite à l'Irak ».
- Les chefs des inspecteurs de l'ONU, Hans Blix et Mohamed ElBaradei, présentent leur premier rapport global au Conseil de sécurité des Nations unies à New York. Un nouveau délai est accordé pour poursuivre les inspections et ils devront remettre un nouveau rapport le 14 février. Le 28 janvier, le gouvernement irakien annonce qu'il va « coopérer encore plus ».

## Mardi28 janvier 2003
- En France, l'Assemblée nationale vote le projet de loi sur la sécurité intérieure par 381 voix contre 164. Au Sénat, début d'examen du projet de révision des lois de bioéthiques adoptées en 1994.
- Le président George W. Bush, lors de son discours sur l'état de l'Union, annonce qu'il a les preuves que Saddam Hussein possède des armes de destruction massive et qu'il est lié au mouvement terroriste Al-Qaïda[1]. Ces preuves seront remises au Conseil de sécurité des Nations unies, le 5 février.
- Première visite officielle à Paris du nouveau président de la république brésilienne Luis Inacio da Silva.
- Les élections législatives anticipées israéliennes, pour les 120 sièges de la Knesset, sont remportées par le Likoud du premier ministre sortant Ariel Sharon avec 37 sièges (+18), les travaillistes obtiennent 19 sièges (-6) et leur plus mauvais score de tous les temps.

## Mercredi29 janvier 2003
- En France, dans l'affaire Elf, l'ancien ministre socialiste Roland Dumas est relaxé en appel. L'ancien PDG Loïk Le Floch-Prigent est condamné à 30 mois de prison ferme.

## Jeudi30 janvier 2003
- Huit chefs d'État et de gouvernement européens signent un appel en faveur d'« un front uni de l'Europe et de l'Amérique », il s'agit du Britannique Tony Blair, de l'Italien Silvio Berlusconi, de l'Espagnol José María Aznar, du Danois Anders Fogh Rasmussen, du Portugais José-Manuel Barroso, du Polonais Leszek Miller, du Tchèque Václav Havel et du Hongrois Péter Medgyessy.
- Le Britannique Richard Reid est condamné à la prison à perpétuité à Boston. Il est accusé d'avoir tenté de faire exploser en décembre 2001 l'avion reliant Paris à Miami avec des chaussures piégées.

## Vendredi31 janvier 2003
- Attentat à la bombe, près de Kandahar en Afghanistan : 18 morts dont plusieurs Américains.

## Décès
- 3 janvier :
  - Flóra Kádár, actrice hongroise (° 4 août 1928).
  - Eddy Marnay (Edmond Bacri, dit), chanteur français (° 18 décembre 1920).
- 7 janvier : Herbie Mann, flûtiste de jazz américain (° 16 avril 1930).
- 8 janvier : Ron Goodwin, musicien.
- 11 janvier :
  - Anthony Havelock-Allan, scénariste.
  - Maurice Pialat, réalisateur (° 21 août 1925).
- 12 janvier : Maurice Gibb, musicien des Bee Gees.
- 13 janvier :
  - Julio Bothelho, (dit Julinho), (Brésil, football) à 73 ans.
  - Norman Panama, réalisateur.
- 18 janvier :
  - Richard Crenna, acteur (° 30 novembre 1927).
- 19 janvier : Françoise Giroud, journaliste, écrivain et femme politique française (° 21 septembre 1916).
- 22 janvier : Sarah Pettit, journaliste américaine, militante des droits LGBT et rédactrice en chef.
- 23 janvier : Nell Carter, actrice et chanteuse.
- 24 janvier :
  - Gianni Agnelli, industriel italien (° 12 mars 1921).
  - Henri Krasucki, syndicaliste français (° 1924).
- 25 janvier : Robert Rockwell (en), acteur américain.
- 26 janvier : Valeri Brumel, (Russie, Athlétisme) à 60 ans.
- 29 janvier : 
  - Peter Shaw, producteur américain (° 24 juin 1918).
  - Carmelo Torres, matador mexicain (° 16 juillet 1927).

## Naissances
- 1 janvier : Bartol Barišić, footballeur croate
- 2 janvier : 
  - Nicolas Popescu, footballeur roumain
  - Elye Wahi, footballeur français
- 3 janvier : 
  - Andrés Ferrari, footballeur uruguayen
  - Greta Thunberg, militante écologiste suédoise
- 4 janvier : Jaeden Martell, acteur américain
- 5 janvier : 
  - Kryštof Daněk, footballeur tchèque
  - Mamadou Lamine Camara, footballeur sénégalais
  - Szymon Włodarczyk, footballeur polonais
- 6 janvier : 
  - Daniele Ghilardi, footballeur italien
  - Mattybraps, rappeur américain
- 9 janvier : Tyler Freeman, joueur américain de soccer
- 10 janvier : 
  - Cesare Casadei, footballeur italien
  - Nohan Kenneh, footballeur libérien
- 15 janvier : 
  - Mariusz Fornalczyk, footballeur polonais
  - Andrés Salazar, footballeur colombien
- 16 janvier :
  - Ahmetcan Kaplan, footballeur turc
  - Kazımcan Karataş, footballeur turc
  - Noah Ohio, footballeur néerlandais
  - Flavio Paoletti, footballeur italien
- 17 janvier, Fryderyk Gerbowski, footballeur polonais
- 18 janvier : Devyne Rensch, footballeur néerlandais
- 21 janvier : Martin Vitík, footballeur tchèque
- 24 janvier : 
  - Hugo Novoa, footballeur espagnol
  - Johnny Orlando, chanteur canadien
  - Nikolas Veratschnig, footballeur autrichien
- 27 janvier : Kosi Thompson, footballeur canadien
- 28 janvier : Samuel Edozie, footballeur anglais
- 29 janvier : 
  - Jakob Davies, acteur canadien
  - Mateusz Łęgowski, footballeur polonais
- 30 janvier : Saba Khvadagiani, footballeur géorgien